# Tommie van der Leegte
Tommie van der Leegte (Bergeijk, 27 maart 1977) is een Nederlands voormalig profvoetballer die speelde voor PSV, RKC Waalwijk, FC Twente, ADO Den Haag, VfL Wolfsburg en NAC Breda.

## Carrière
Van der Leegte debuteerde op zeventienjarige leeftijd in het eerste elftal van PSV. Na twee seizoenen bij de Eindhovense club werd hij in seizoen 1996/1997 uitgeleend aan RKC Waalwijk, waarna hij later een definitieve overstap maakte. In seizoen 2000/2001 werd hij voor 4 miljoen gulden (ongeveer 1,8 miljoen euro) verkocht aan FC Twente, waar hij twee seizoenen speelde. In het derde seizoen ging hij echter weer terug op huurbasis naar RKC Waalwijk, waar hij het seizoen afmaakte. In de zomer van 2003 maakte hij de transfervrije overstap naar ADO Den Haag. Ook hier was hij basisspeler en viel zelfs zo op dat vele clubs hem wilden aantrekken. In de winterstop van het seizoen 2005/2006 maakte hij dan ook de overstap naar het Duitse VfL Wolfsburg. In 2007/2008 keerde hij terug bij PSV, waarin hij weinig aan spelen toe kwam. Op 1 september 2008 tekende hij een tweejarig contract bij NAC Breda.
Op 5 februari 2008 kreeg van der Leegte D'n Opkikker vanwege zijn blessureleed. Van der Leegte beëindigde zijn voetbalcarrière in maart 2010.
Van der Leegte was Nederlands jeugdinternational en nam deel aan het Europees kampioenschap voetbal onder 18 - 1995 en het Europees kampioenschap voetbal onder 21 - 2000.
Na het voetbal was hij werkzaam in familiebedrijf VDL Groep en had hij diverse ondernemingen. In 2017 werd hij getroffen door een hersenbloeding. In 2021 werd hij teammanager bij FC Eindhoven.

## Statistieken
| seizoen | club          | competitie | wed. | goals |
| ------- | ------------- | ---------- | ---- | ----- |
| 1994/95 | PSV           | Eredivisie | 6    | 0     |
| 1995/96 | PSV           | Eredivisie | 12   | 1     |
| 1996/97 | PSV           | Eredivisie | 12   | 0     |
| 1996/97 | RKC Waalwijk  | Eredivisie | 12   | 0     |
| 1997/98 | RKC Waalwijk  | Eredivisie | 26   | 2     |
| 1998/99 | RKC Waalwijk  | Eredivisie | 14   | 3     |
| 1999/00 | RKC Waalwijk  | Eredivisie | 28   | 3     |
| 2000/01 | FC Twente     | Eredivisie | 28   | 3     |
| 2001/02 | FC Twente     | Eredivisie | 26   | 3     |
| 2002/03 | FC Twente     | Eredivisie | 4    | 0     |
| 2002/03 | RKC Waalwijk  | Eredivisie | 11   | 0     |
| 2003/04 | ADO Den Haag  | Eredivisie | 30   | 0     |
| 2004/05 | ADO Den Haag  | Eredivisie | 32   | 2     |
| 2005/06 | ADO Den Haag  | Eredivisie | 18   | 1     |
| 2005/06 | VfL Wolfsburg | Bundesliga | 13   | 0     |
| 2006/07 | VfL Wolfsburg | Bundesliga | 32   | 0     |
| 2007/08 | PSV           | Eredivisie | 2    | 0     |
| 2008/09 | NAC Breda     | Eredivisie | 18   | 0     |
| 2009/10 | NAC Breda     | Eredivisie | 10   | 0     |
| Totaal  |               |            | 334  | 18    |

## Erelijst
PSV
Eredivisie: 2008
KNVB Beker: 1996
 FC Twente
KNVB Beker: 2001